# Ameixa

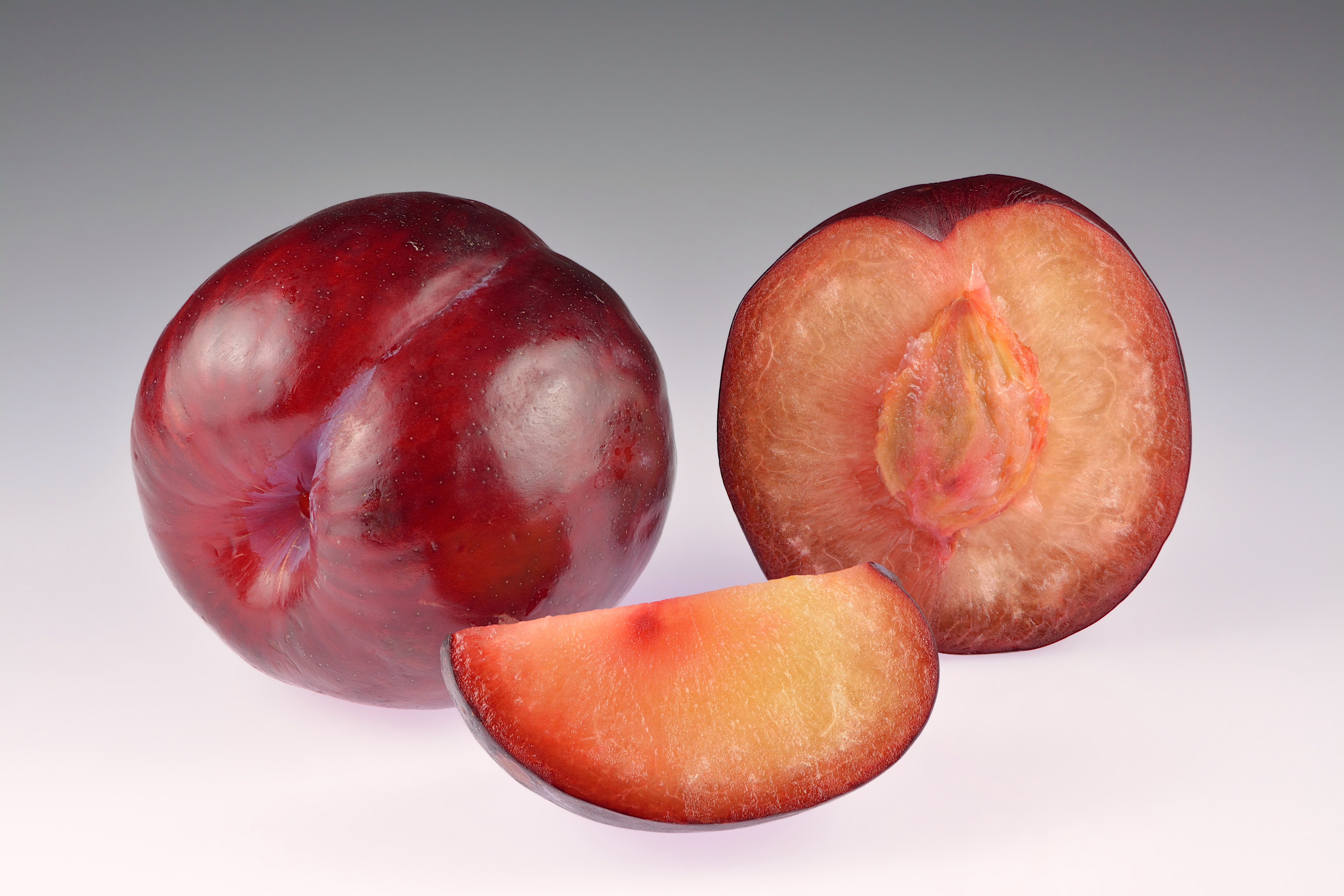
Ameixas importadas (ameixa-japonesa ou chinesa).

A ameixa é uma fruta de algumas espécies de Prunus subg. Prunus.

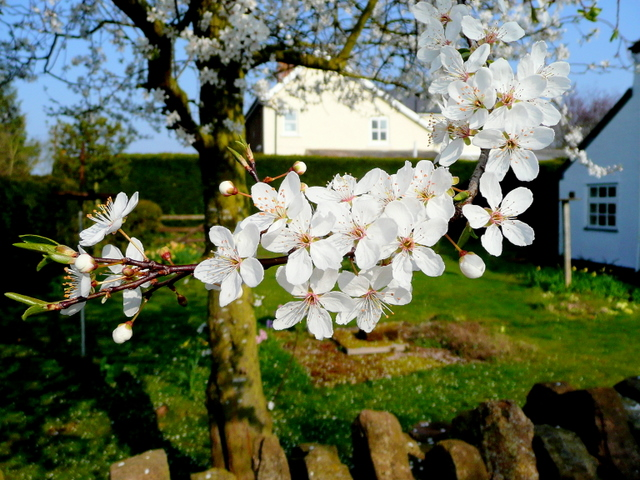
Flores de ameixeira

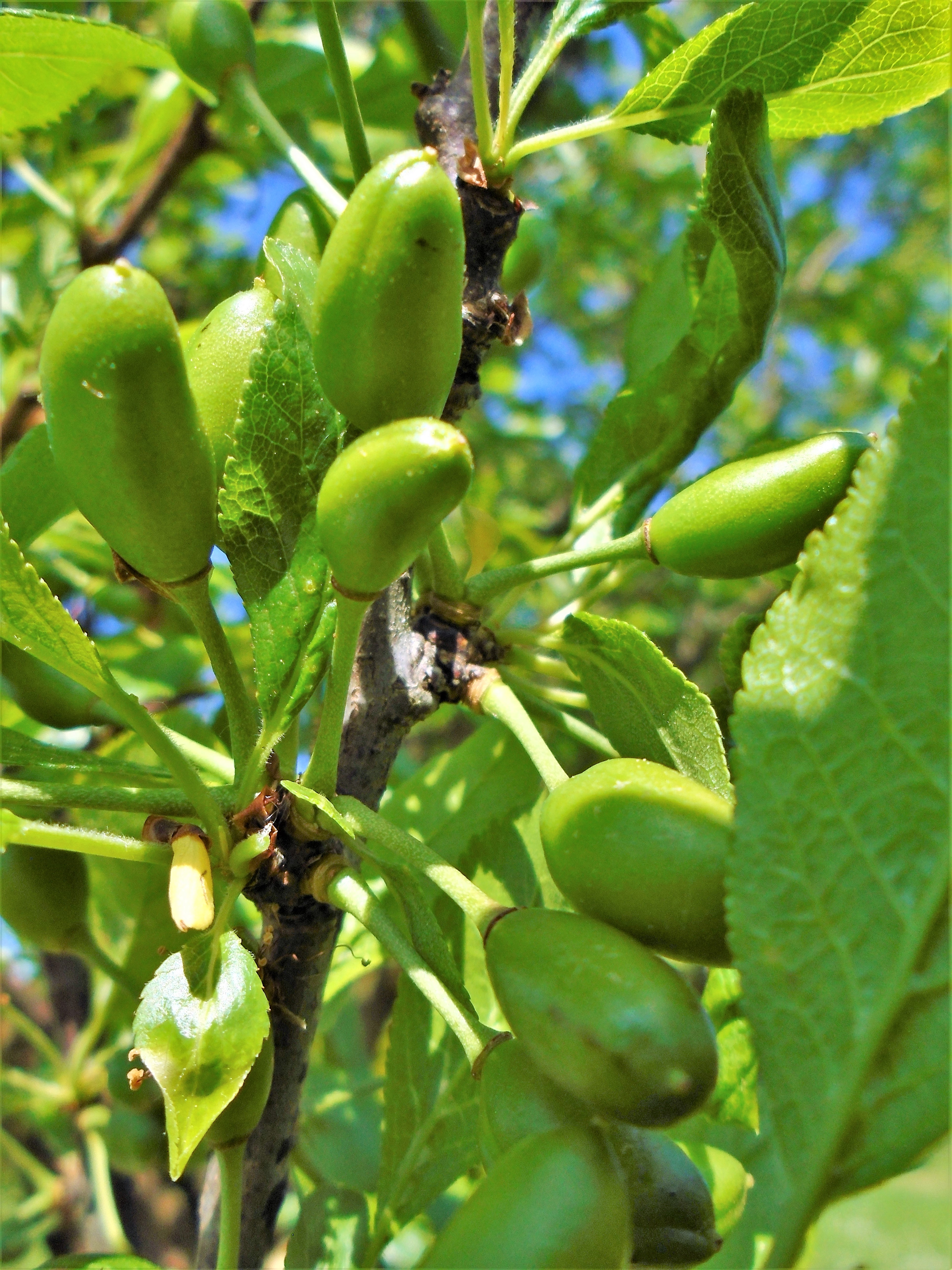
Ameixas verdes

Ela pode ter sido uma das primeiras frutas domesticadas pelo homem, com origem nas montanhas do leste europeu, do Cáucaso e na China. Foram trazidas da Ásia para a Grã-Bretanha, e seu cultivo foi documentado na Andaluzia, no sul da Espanha. As ameixas são um grupo diversificado de espécies, com árvores que atingem uma altura de 5 a 6 metros quando podadas. A fruta é uma drupa, com polpa firme e suculenta.
A China é o maior produtor de ameixas, seguida pela Romênia e pela Sérvia. As ameixas-japonesas ou chinesas dominam o mercado de frutas frescas, enquanto as ameixas europeias também são comuns em algumas regiões. As ameixas podem ser consumidas frescas, desidratadas para fazer ameixas secas, usadas em geleias ou fermentadas em vinho e destiladas em conhaque. Os caroços da ameixa contêm glicosídeos cianogênicos, mas o óleo produzido a partir deles não está disponível comercialmente.
Em termos de nutrição, as ameixas cruas contêm 87% de água, 11% de carboidratos, 1% de proteína e menos de 1% de gordura. Elas são uma fonte moderada de vitamina C, mas não contêm quantidades significativas de outros micronutrientes.

## História
Três das espécies mais abundantemente cultivadas não são encontradas na natureza, apenas em torno de comunidades humanas: A P. domestica foi encontrada nas montanhas do Leste Europeu e do Cáucaso, enquanto a P. salicina e a P. simonii são originárias da China. Restos de ameixas foram encontrados em sítios arqueológicos da era neolítica com azeitonas, uvas e figos. De acordo com Ken Albala, as ameixas são originárias do Irã.
Um artigo sobre o cultivo de ameixas na Andaluzia (sul da Espanha) aparece na obra agrícola do século XII de Ibn al-'Awwam, Book on Agriculture (Livro sobre Agricultura).

## Etimologia e nomes
Na língua portuguesa, a palavra "ameixa" é tida como uma derivação de *myxŭlam do latim vulgar. Ou ainda, do latim, damascēna "(ameixa) de Damasco". Já na língua inglesa, o nome plum deriva do inglês antigo plume "ameixa, árvore de ameixa", emprestado do germânico ou do holandês médio, derivado do latim prūnum e, por fim, do grego antigo προῦμνον proumnon, que se acredita ser um empréstimo de uma língua desconhecida da Ásia Menor. No final do século XVIII, a palavra plum foi usada para indicar "algo desejável", provavelmente em referência a pedaços de frutas saborosas em sobremesas.

## Descrição
As ameixas são um grupo diversificado de espécies. As ameixeiras comercialmente importantes são de tamanho médio, geralmente podadas para atingir de 5 a 6 metros de altura. A árvore é de resistência média. Sem poda, as árvores podem atingir 12 metros de altura e se espalhar por 10 metros. Elas florescem em meses diferentes em diferentes partes do mundo, por exemplo, por volta de janeiro em Taiwan e no início de abril no Reino Unido.
Os frutos são geralmente de tamanho médio, entre 2 e 7 centímetros de diâmetro, de formato globoso a oval. A polpa é firme e suculenta e a casca da fruta é lisa, com uma superfície cerosa natural que adere à polpa. A ameixa é uma drupa, o que significa que seu fruto carnudo envolve um único caroço duro que contém a semente do fruto.

## Cultivo e uso

Diferentes cultivares de ameixa
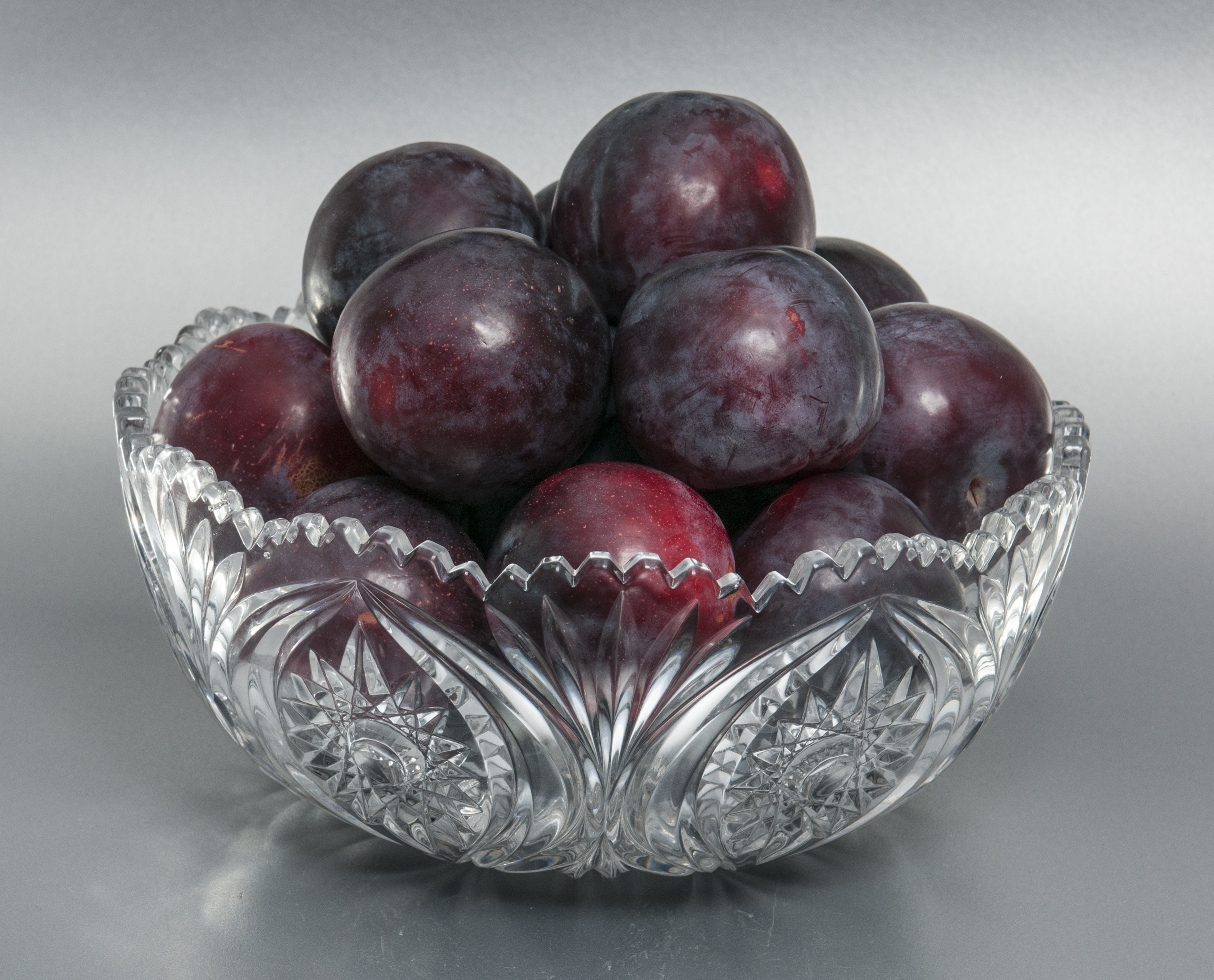
P. salicina (ameixa-japonesa ou chinesa)
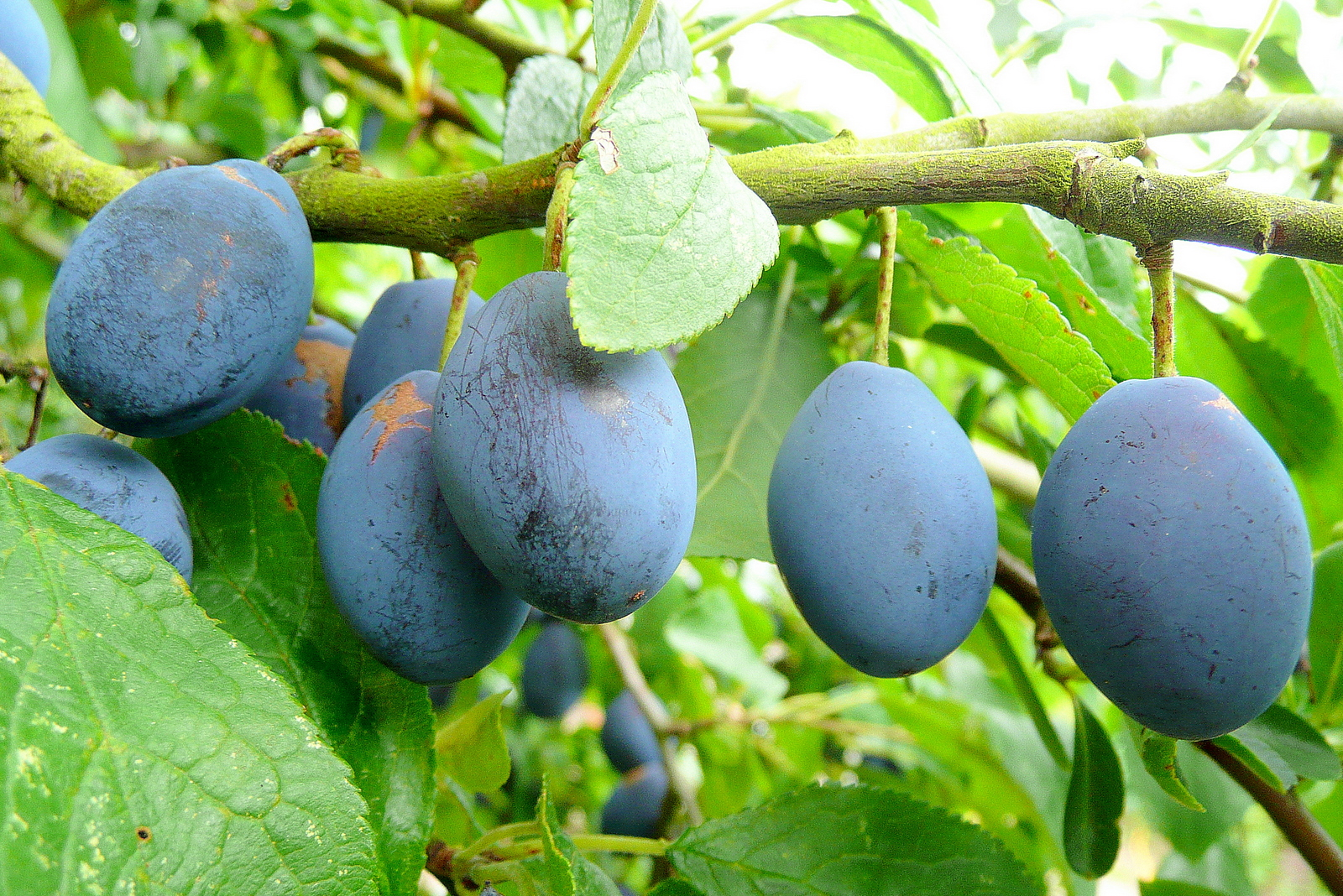
P. insititia (ameixa europeia)
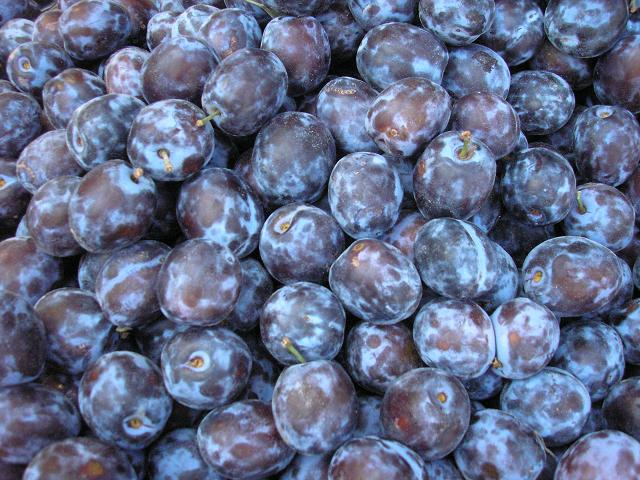
P. domestica ssp. domestica (ameixa europeia)
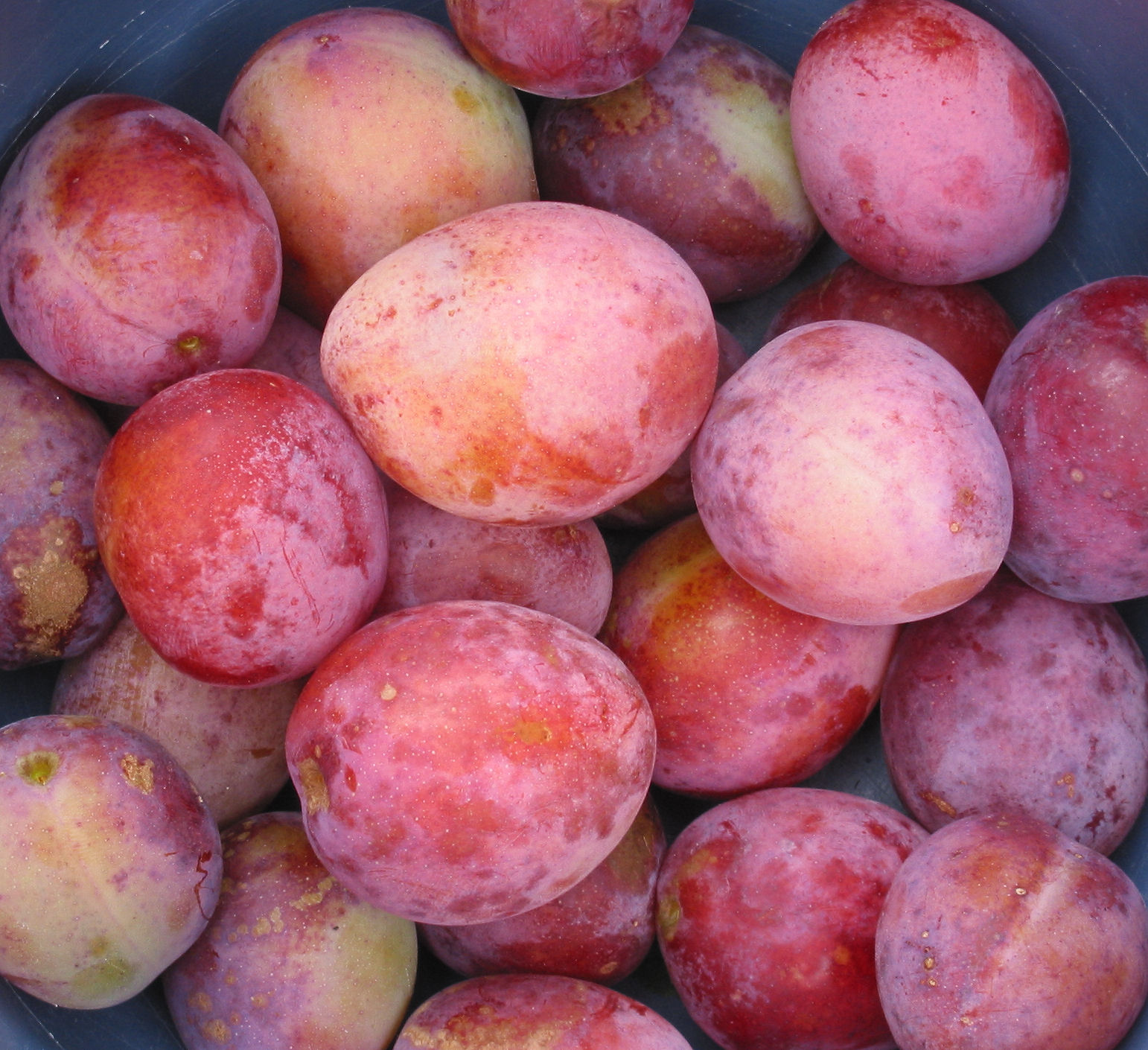
P. domestica ssp. intermedia (ameixa europeia)
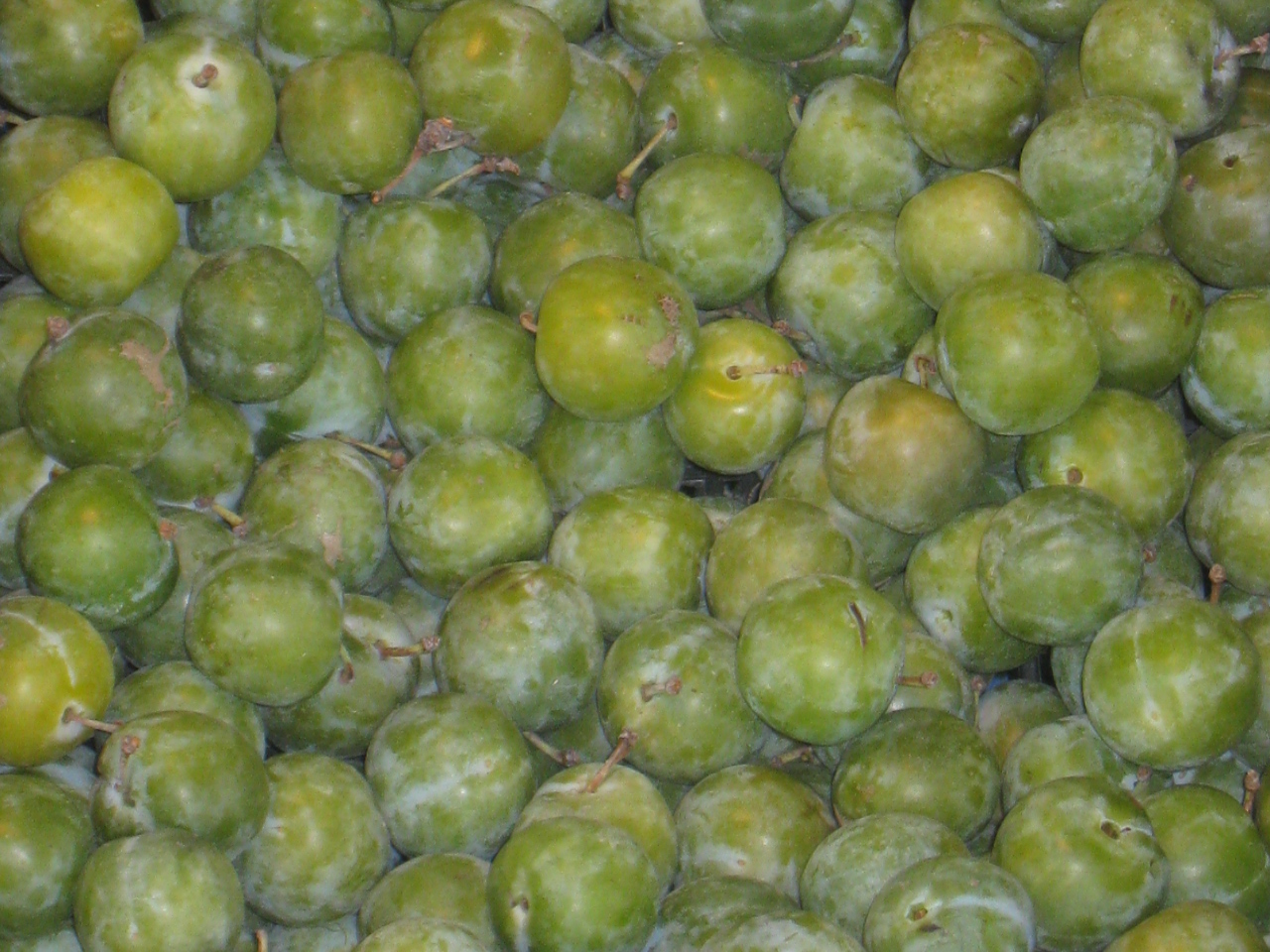
P. domestica ssp. italica (ameixa europeia)
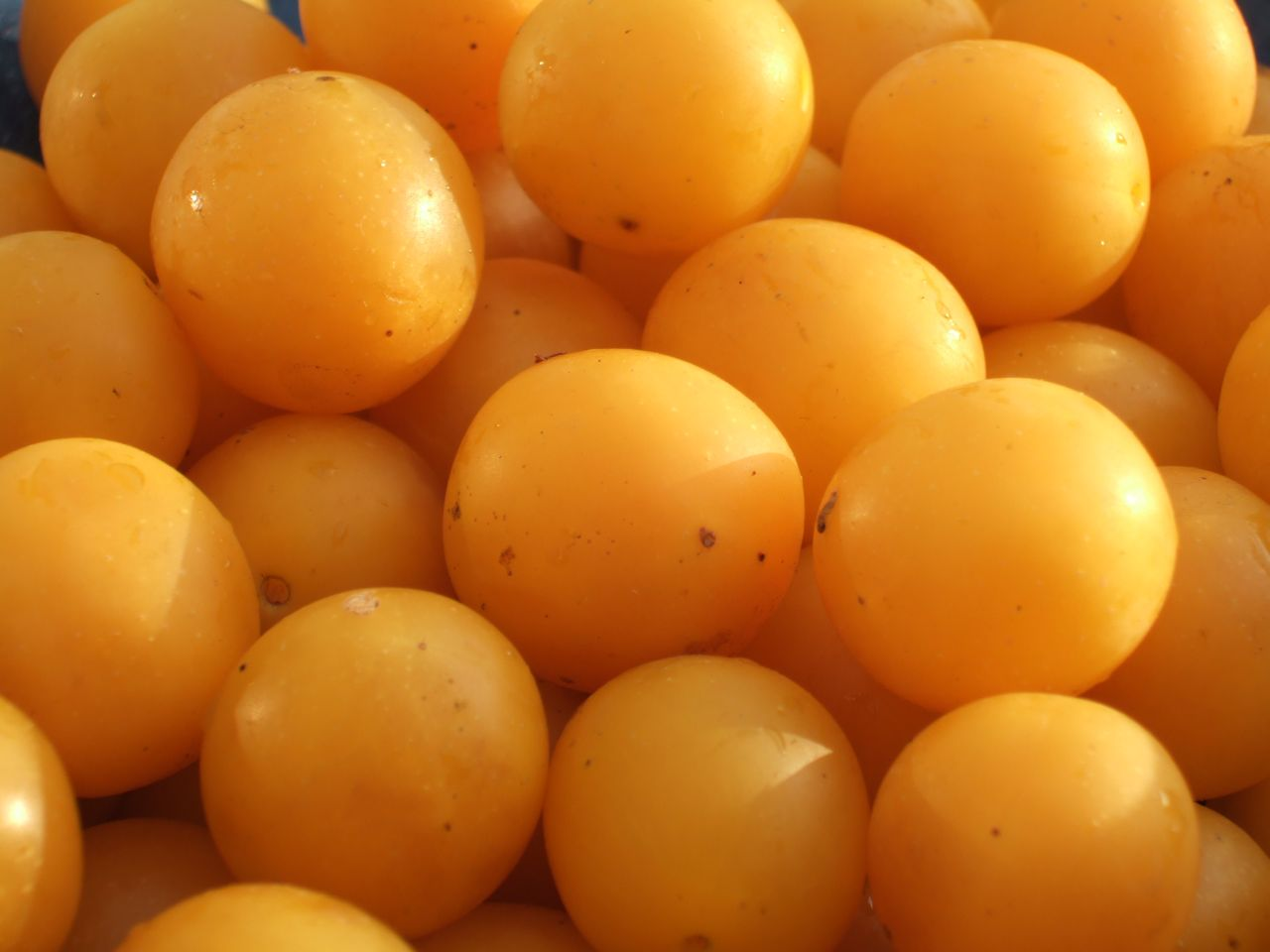
P. domestica ssp. syriaca (ameixa europeia)
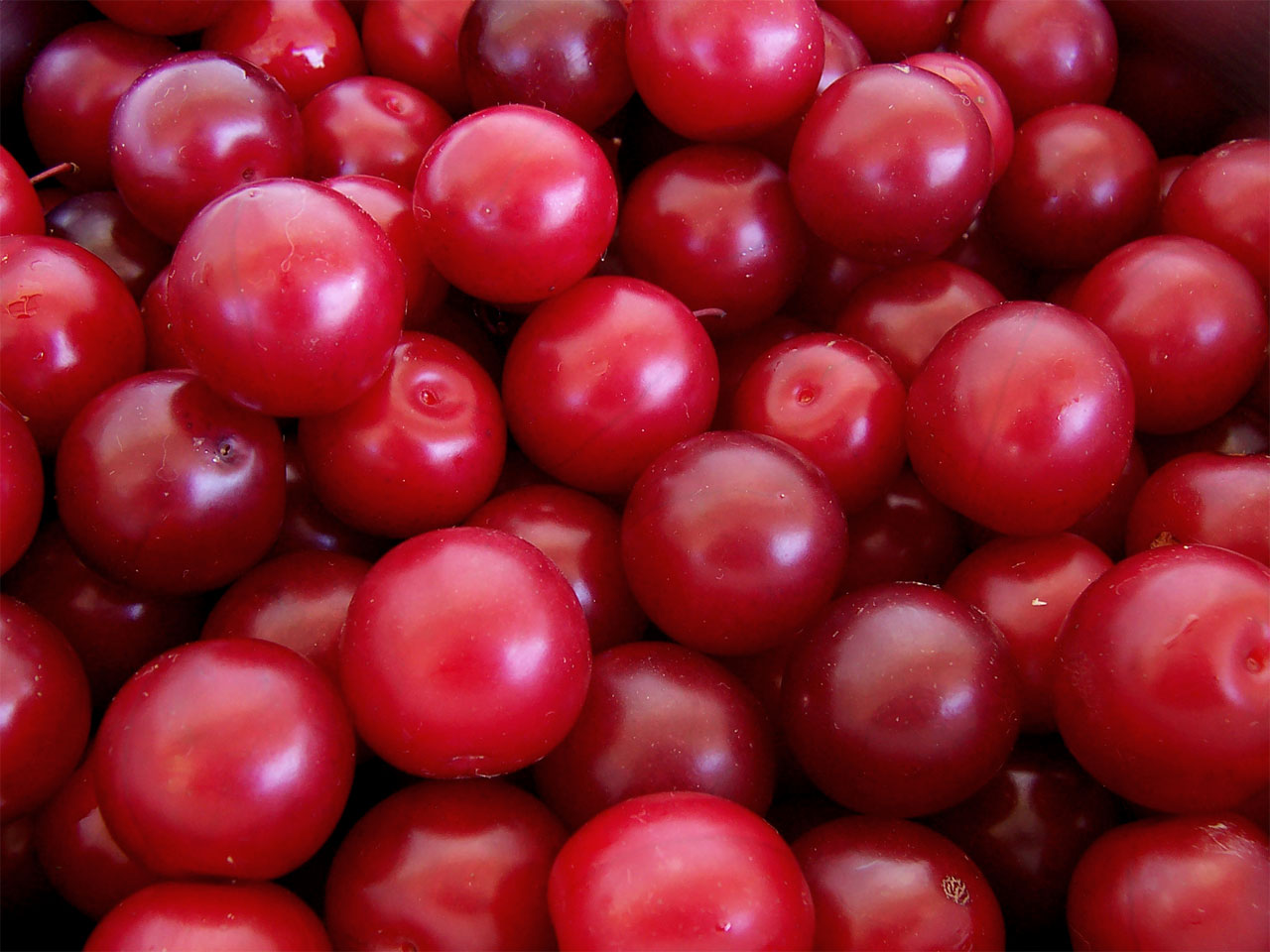
P. cerasifera

| País                                      | Produção |
| ----------------------------------------- | -------- |
| China                                     | 6,47     |
| Roménia                                   | 0,76     |
| Sérvia                                    | 0,58     |
| Chile                                     | 0,42     |
| Irão                                      | 0,38     |
| Turquia                                   | 0,33     |
| Mundial                                   | 12,23    |
| Fonte: ONU para Alimentação e Agricultura |          |

As ameixas-japonesas ou chinesas são grandes e suculentas, com uma durabilidade longa e, portanto, dominam o mercado de frutas frescas. Em geral, elas têm caroço e não são adequadas para a produção de ameixas desidratadas. São cultivares de Prunus salicina ou seus híbridos. As cultivares desenvolvidas nos EUA são, em sua maioria, híbridos de P. salicina com P. simonii e P. cerasifera. Embora essas cultivares sejam frequentemente chamadas de ameixas-japonesas, dois dos três pais (P. salicina e P. simonii) são originários da China e um (P. cerasifera) da Eurásia.

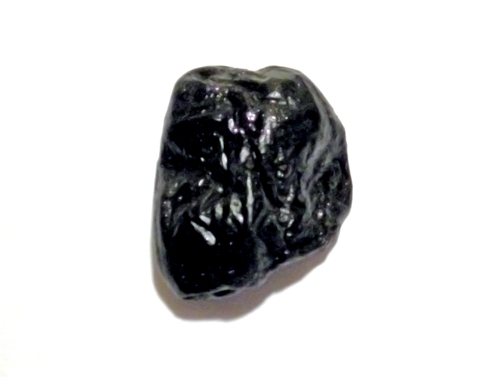
Ameixa seca

Em algumas partes da Europa, a ameixa europeia (P. domestica) também é comum no mercado de frutas frescas. Ela tem cultivares para sobremesa (comer) ou culinária, que incluem:
- P. insititia (casca roxa ou preta, polpa verde, caroço aderente, adstringente)
- P. domestica ssp. domestica (geralmente oval, de caroço solto, doce, consumida fresca ou usada para fazer ameixas secas)
- Prunus domestica ssp. italica (polpa e casca firmes e verdes, mesmo quando maduras)
- P. domestica ssp. syriaca (amarela escura, cultivada predominantemente no nordeste da França)
- Prunus domestica ssp. intermedia (polpa amarela com casca vermelha ou manchada)
- Prunus salicina conhecida como ameixeira-japonesa (polpa amarelo-rosa com casca vermelha ou roxa)

No oeste da Ásia, a ameixa mirabela (P. cerasifera) também é amplamente cultivada. Na Rússia, além dessas três espécies comumente cultivadas, há também muitas cultivares resultantes da hibridização entre a ameixa japonesa e a ameixa mirabela, conhecida como ameixa russa (Prunus × rossica).
Quando floresce no início da primavera, a ameixeira fica coberta de flores e, em um bom ano, aproximadamente 50% das flores serão polinizadas e se tornarão ameixas. A floração começa após 80 graus-dia de crescimento.
Se o tempo estiver muito seco, as ameixas não se desenvolverão além de um determinado estágio, mas cairão da árvore ainda como minúsculos brotos verdes e, se o tempo estiver muito úmido ou se as ameixas não forem colhidas assim que estiverem maduras, os frutos poderão desenvolver uma doença fúngica chamada podridão-parda. A podridão-parda não é tóxica, e algumas áreas afetadas podem ser cortadas da fruta, mas, a menos que seja detectada imediatamente, a fruta não será mais comestível. A ameixa é usada como planta alimentícia pelas larvas de alguns lepidópteros, incluindo as mariposas Epirrita dilutata, Peribatodes rhomboidaria e Nola cucullatella.
O sabor da ameixa varia de doce a azedo, a casca em si pode ser especialmente azeda. Ela é suculenta e pode ser consumida fresca ou usada para fazer geleia ou outras receitas. O suco de ameixa pode ser fermentado e transformado em vinho de ameixa. Na região central da Inglaterra, uma bebida alcoólica semelhante à sidra, conhecida como plum jerkum, é feita com ameixas. As ameixas secas e salgadas são usadas como lanche, às vezes conhecidas como saladito ou salao. Vários sabores de ameixa seca estão disponíveis em mercearias chinesas e lojas especializadas em todo o mundo. Elas tendem a ser muito mais secas do que a ameixa comum. Creme, ginseng, picante e salgada estão entre as variedades mais comuns. O alcaçuz é geralmente usado para intensificar o sabor dessas ameixas e é usado para fazer bebidas salgadas de ameixa e coberturas para raspadinhas ou baobing. As ameixas em conserva são outro tipo de conserva disponível na Ásia e em lojas especializadas internacionais. A variedade japonesa, chamada umeboshi, é frequentemente usada para bolinhos de arroz, chamados onigiri ou omusubi. A P. mume, da qual são feitas as umeboshi, é mais parecida com o damasco do que com a ameixa.
Nos Bálcãs, a ameixa é convertida em uma bebida alcoólica chamada slivovitz (conhaque de ameixa, chamado em bósnio, croata, montenegrino ou sérvio de šljivovica). Muitas ameixas, da variedade P. insititia, também são cultivadas na Hungria, onde são chamadas de szilva e são usadas para fazer lekvar (uma geleia de pasta de ameixa), palinka (conhaque de frutas tradicional), bolinhos de ameixa e outros alimentos. Na Romênia, 80% da produção de ameixa é usada para criar um brandy semelhante, chamado țuică.
Assim como muitos outros membros da família das rosas, os caroços da ameixa contêm glicosídeos cianogênicos, incluindo a amigdalina. O óleo de caroço de ameixa é produzido a partir da parte interna carnuda do caroço da ameixa. Embora não esteja disponível comercialmente, a madeira das ameixeiras é usada por amadores e outros marceneiros particulares para instrumentos musicais, cabos de facas, aplicações e pequenos projetos semelhantes.

## Produção
Em 2019, a produção global de ameixas (dados combinados com abrunhos) foi de 12,6 milhões de toneladas, liderada pela China com 56% do total mundial (tabela). A Romênia e a Sérvia foram produtores secundários.

## Nutrição
As ameixas cruas contêm 87% de água, 11% de carboidratos, 1% de proteína e menos de 1% de gordura (tabela). Em uma porção de referência de 100 gramas, as ameixas cruas fornecem 46 quilocalorias de energia alimentar e são uma fonte moderada apenas de vitamina C (12% do valor diário), sem nenhum outro micronutriente em conteúdo significativo (tabela).

## Espécies
As inúmeras espécies de Prunus subg. Prunus são classificadas em muitas categorias, mas nem todas são chamadas de ameixas. As ameixas incluem espécies da sect. Prunus e sect. Prunocerasus, bem como a P. mume da sect. Armeniaca. Apenas duas espécies de ameixa, a ameixa europeia hexaplóide (Prunus domestica) e a ameixa-japonesa diploide (Prunus salicina e híbridos), são de importância comercial mundial. A origem da P. domestica é incerta, mas pode ter envolvido a P. cerasifera e possivelmente a P. spinosa como ancestrais. Outras espécies de ameixa se originaram na Europa, na Ásia e na América.
Sect. Prunus (ameixas do Velho Mundo) - folhas em botão enroladas para dentro, flores 1-3 juntas, frutos lisos, geralmente com flores cerosas.
| Imagem                    | Nome científico                                                   | Nome popular                    | Distribuição | Citologia  |
| ------------------------- | ----------------------------------------------------------------- | ------------------------------- | --- | ---------- |
|                           | P. brigantina                                                     |                                 | Europa |            |
|                           | P. cerasifera                                                     | Mirabela                        | Sudeste da Europa e Ásia Ocidental                                                                                       | 2n=16,(24) |
|                           | P. cocomilia                                                      |                                 | Albânia, Croácia, Grécia, sul da Itália (incluindo a Sicília), Montenegro, Macedônia do Norte, Sérvia e oeste da Turquia |            |
|                           | P. domestica (espécie da maioria das "ameixas" e "ameixas secas") | Ameixa-comum, ameixa-europeia   | Europa | 2n=16, 48  |
|                           | P. domestica ssp. insititia                                       | Abrunho                         | Ásia |            |
|                           | P. salicina                                                       | Ameixa-japonesa, ameixa rubimel | China | 2n=16,(24) |
| Picture of Prunus simonii | P. simonii (amplamente cultivada no norte da China)               |                                 | China | 2n=16      |
|                           | P. spinosa                                                        | Abrunho                         | Europa, Ásia Ocidental e, localmente, no noroeste da África                                                              | 2n=4x=32   |
|                           | P. vachuschtii                                                    | Alucha                          | Cáucaso |            |

Sect. Prunocerasus (ameixas do Novo Mundo) – Folhas em botão dobradas para dentro, de 3 a 5 flores juntas, frutos lisos, muitas vezes com flores cerosas
| Imagem | Nome científico                                   | Nome comum          | Distribuição | Citologia |
| ------ | ------------------------------------------------- | ------------------- | --- | --------- |
|        | P. alleghaniensis                                 | Ameixa de Allegheny | Montanhas Apalaches, de Nova York a Kentucky e Carolina do Norte, além da Península Inferior de Michigan                                                         |           |
|        | P. americana                                      | Ameixa americana    | América do Norte, de Saskatchewan e Idaho ao sul até o Novo México e a leste até Quebec, Maine e Flórida                                                         |           |
|        | P. angustifolia                                   | Pêssego-amarelo     | Flórida, a oeste, até o Novo México e a Califórnia |           |
|        | P. gracilis                                       | Ameixa de Oklahoma  | Alabama, Arkansas, Colorado, Kansas, Louisiana, Novo México, Oklahoma e Texas                                                                                    |           |
|        | P. hortulana                                      |                     | Arkansas, Iowa, Illinois, Indiana, Kansas, Kentucky, Massachusetts, Maryland, Missouri, Nebraska, Ohio, Oklahoma, Tennessee, Texas, Virgínia, Virgínia Ocidental |           |
|        | P. maritima                                       |                     | Costa leste dos Estados Unidos, do Maine ao sul de Maryland |           |
|        | P. mexicana                                       |                     | Centro dos Estados Unidos e norte do México |           |
|        | P. murrayana                                      |                     | Texas |           |
|        | P. nigra                                          |                     | leste da América do Norte, da Nova Escócia a oeste de Minnesota e sudeste de Manitoba, e ao sul até Connecticut, Illinois e Iowa                                 |           |
|        | P. × orthosepala (P. americana × P. angustifolia) |                     | Sul e centro dos Estados Unidos |           |
|        | P. reverchonii                                    |                     | |           |
|        | P. rivularis                                      |                     | Califórnia, Arkansas, sul de Illinois, sudeste do Kansas, Kentucky, norte da Louisiana, Mississippi, Missouri, sudoeste de Ohio, Oklahoma, Tennessee e Texas     |           |
|        | P. subcordata                                     |                     | Califórnia e oeste e sul do Oregon |           |
|        | P. texana                                         |                     | centro e oeste do Texas |           |
|        | P. umbellata                                      |                     | Estados Unidos, da Virgínia, ao sul da Flórida e a oeste do Texas                                                                                                |           |

Sect. Armeniaca (damascos) – folhas em botão enroladas para dentro, flores com pedúnculo muito curto, frutos aveludados. Tratado como um subgênero distinto por alguns autores
| Imagem | Nome científico | Nome comum      | Distribuição   | Citologia |
| ------ | --------------- | --------------- | -------------- | --------- |
|        | P. mume         | Damasco-japonês | Ásia Ocidental |           |

Em certas partes do mundo, algumas frutas são chamadas de ameixas e são bem diferentes das frutas conhecidas como ameixas na Europa ou nas Américas. Por exemplo, as ameixas marianas são populares na Tailândia, Malásia e Indonésia, também conhecidas como gandaria, plum mango, ma-praang, ma-yong, ramania, kundang, rembunia ou setar. Outro exemplo é a nêspera, também conhecida como ameixa japonesa e nêspera japonesa, bem como nispero, bibassier e wollmispel em outros lugares. No sul e no sudeste da Ásia, o jamelão, uma fruta de uma árvore tropical da família Myrtaceae, é também chamada de "abrunho" e é diferente dos abrunhos encontrados na Europa e nas Américas. O jamelão também é chamado de Jambolão, Malabar plum, Jaman, Jamun, Jamblang, Jiwat, Salam, Duhat, Koeli, Jambuláo ou Koriang.

## Galeria

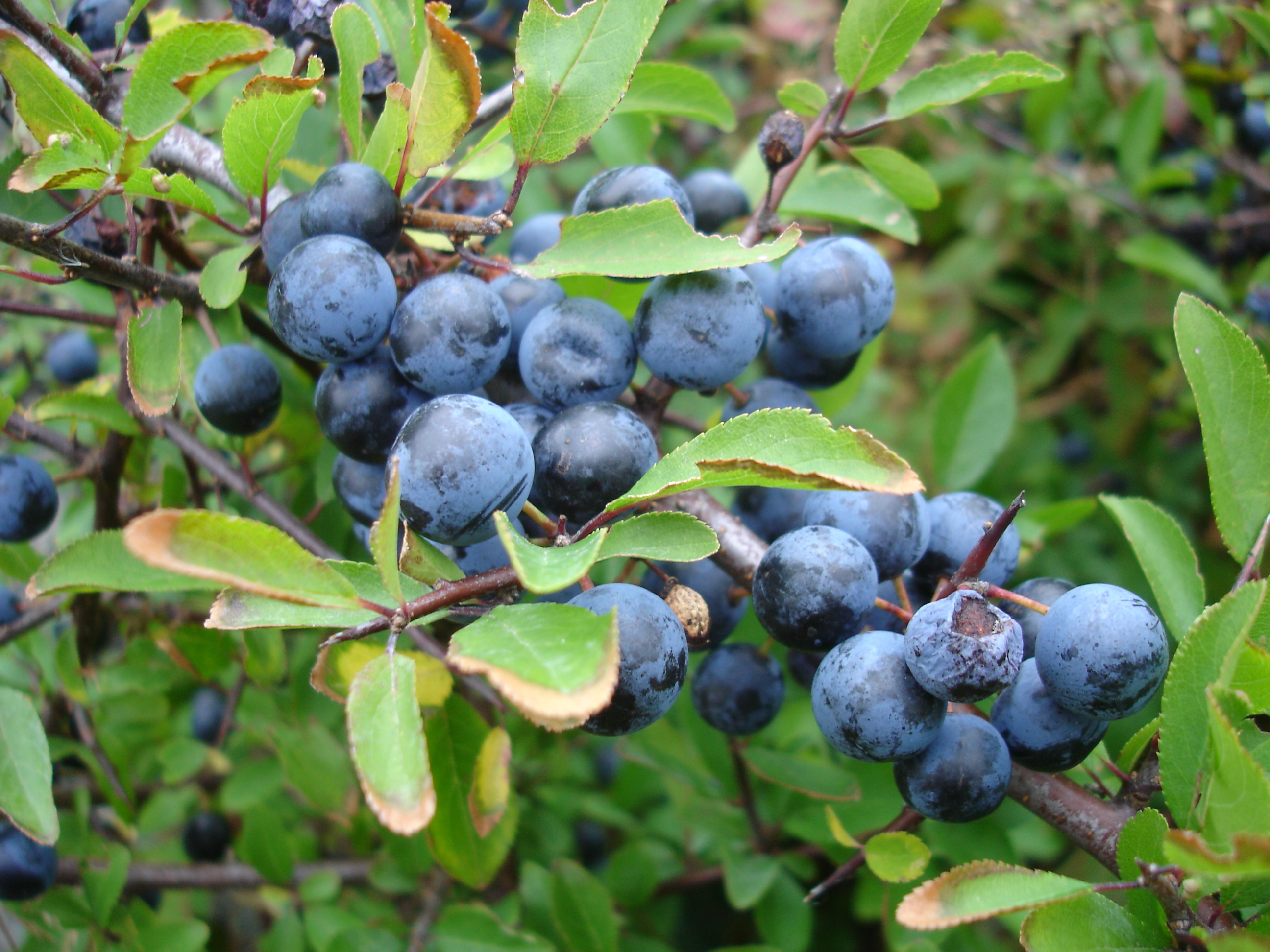
Abrunho, Prunus spinosa
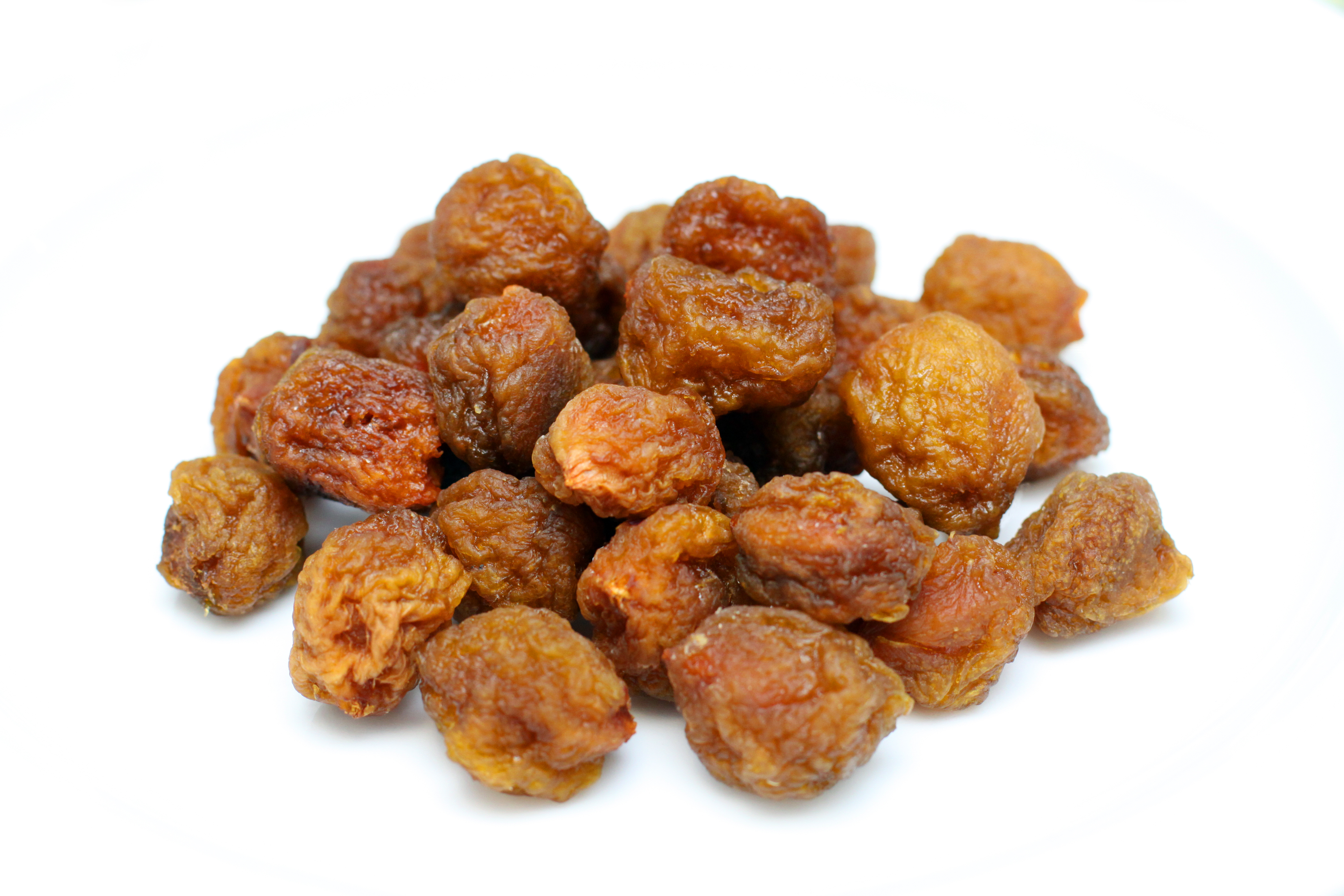
Ameixas amarelas secas
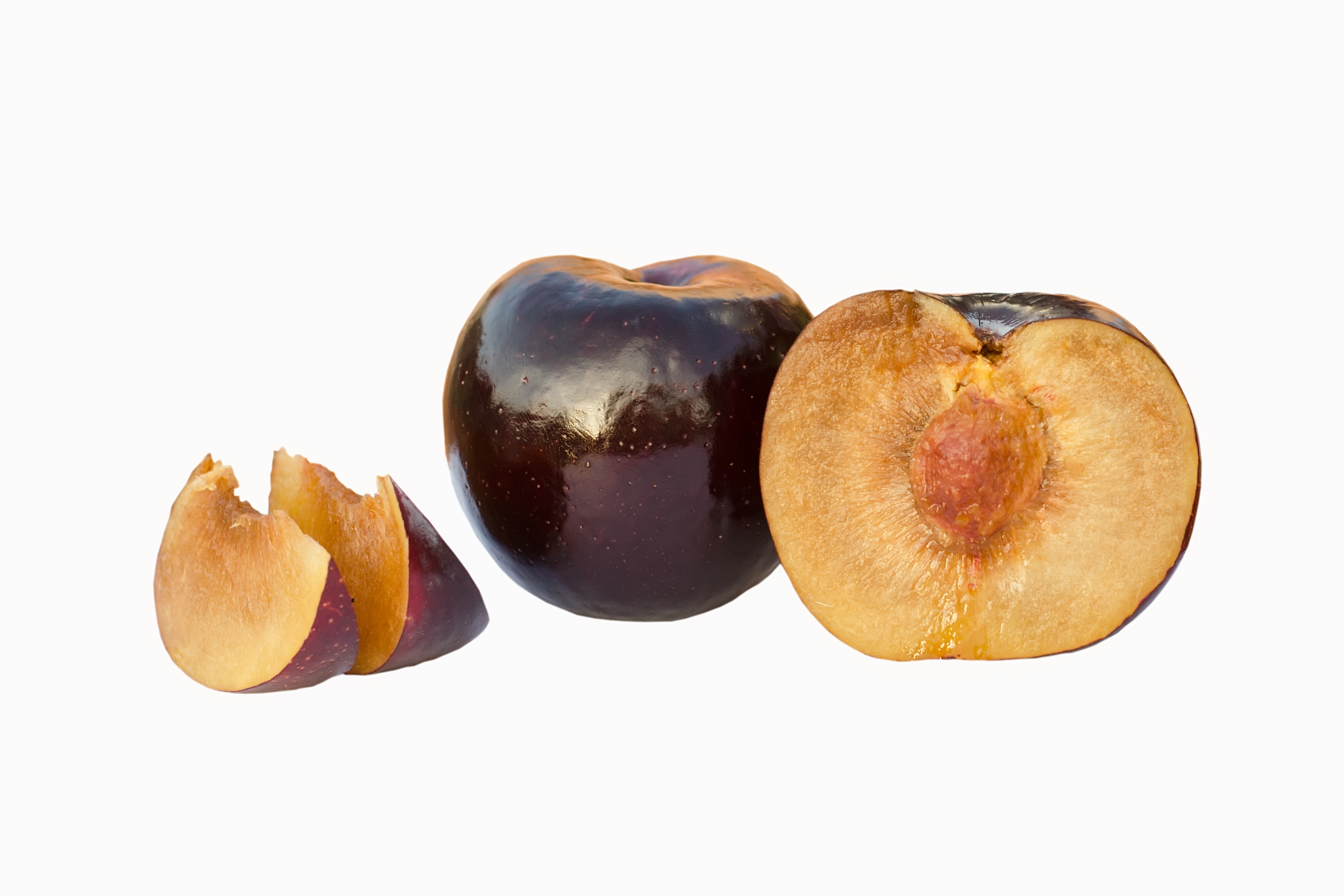
Ameixa-japonesa ou chinesa